# اکالا
اُکالا یک سوپرمارکت آنلاین است که امکان خرید اینترنتی محصولات سوپرمارکتی را برای مشتریان فراهم می‌کند. این پلتفرم با هدف تسهیل فرآیند خرید روزانه، کاهش نیاز به حمل‌ونقل درون‌شهری و ارائه تخفیف‌های متنوع به مشتریان درحال فعالیت است.

## تاریخچه
اُکالا در سال ۱۳۹۶ به‌عنوان بخشی از هلدینگ سرمایه‌گذاری کوروش و زیرمجموعه‌ای از گروه گلرنگ تأسیس شد. هدف اصلی از راه‌اندازی این پلتفرم، ارائه تجربه‌ای متفاوت در خرید آنلاین و افزایش کیفیت خدمات به مشتریان بوده است.

## خدمات و ویژگی‌ها
- تنوع محصولات: اُکالا مجموعه‌ای گسترده از محصولات سوپرمارکتی، از جمله مواد غذایی، نوشیدنی‌ها، محصولات بهداشتی و زیبایی، و ملزومات خانگی را ارائه می‌دهد.

- تخفیف‌ها و پیشنهادهای ویژه: این پلتفرم با ارائه تخفیف‌های دوره‌ای و پیشنهادهای ویژه، سعی در جذب و رضایت مشتریان دارد.

- اپلیکیشن موبایل: اُکالا دارای اپلیکیشن اختصاصی برای سیستم‌عامل‌های اندروید و iOS است که امکان خرید آسان و سریع را برای کاربران فراهم می‌کند.
- ارسال سریع: با بهره‌گیری از پشتیبانی لجستیکی قوی، اُکالا امکان تحویل سریع سفارشات را در شهرهای مختلف ایران فراهم کرده است.

## مناطق تحت پوشش
اُکالا خدمات خود را در شهرهای متعددی از جمله تهران، کرج، مشهد، قم، کرمان، سمنان و یزد ارائه می‌دهد و در حال گسترش به سایر مناطق ایران است.

## همکاری‌ها
این پلتفرم با فروشگاه‌های زنجیره‌ای معتبری مانند افق کوروش، اُمارکت، گندم، هایپرفمیلی و سوپرمارکت‌های محلی همکاری دارد و امکان خرید آنلاین از این فروشگاه‌ها را برای مشتریان فراهم می‌کند.